# Xbox App
O Xbox App (anteriormente conhecido como Xbox SmartGlass) é um aplicativo da plataforma do Xbox que possui funcionalidades de recursos da Xbox Live, controle remoto e segunda tela em alguns jogos e aplicativos do Xbox.
O aplicativo foi lançado inicialmente em 2012 com o nome de Xbox SmartGlass inicialmente como um companion, em 2016 recebeu versões para Android e iOS e mudou o nome para Xbox App.